# ふたりうた3
『ふたりうた3』は、2010年3月31日発売の茉奈 佳奈の3枚目のアルバム。

## 概要
2009年1月14日発売の茉奈 佳奈の1stアルバム『ふたりうた』、2009年8月12日発売の2ndアルバム『ふたりうた2』のヒットを受け制作された、カバー・アルバム第3弾である。収録曲テーマは「私たちが伝えたい曲、思い出の曲」である。

## 収録曲
| No. | 曲名                 | 作詞                | 作曲                             | 編曲            | 詳細 |
| --- | -------------------- | ------------------- | -------------------------------- | --------------- | --- |
| 1   | さくら（独唱）       | 森山直太朗 御徒町凧 | 森山直太朗                       | 新屋豊          | 森山直太朗の2枚目のシングル（2003年3月）のカバー。茉奈佳奈が高校生時代から大好きで歌っていた曲であり、2003年の「マナカナファンの集い」では2人が、2007年の「クリスマス・スペシャルライブ」では茉奈がソロで歌った。ギターは茉奈の演奏である。                                                             |
| 2   | 最愛                 | 福山雅治            | 福山雅治                         | 鈴木Daichi 秀行 | KOH+の2枚目のシングル（2008年10月）のカバー。茉奈佳奈が歌手・女優として尊敬する柴咲コウの曲であるとともに、茉奈が感動した小説『容疑者Xの献身』の劇場版主題歌でもある。 |
| 3   | 渡良瀬橋             | 森高千里            | 斉藤英夫                         | 華原大輔        | 森高千里の2枚目のシングル（1993年1月）のカバー。ギターは茉奈、リコーダーは佳奈の演奏である。 |
| 4   | fragile              | 持田香織            | 菊池一仁                         | 平野義久        | Every Little Thingの17枚目のシングル（2001年1月）のカバー。2005年の「マナカナファンの集い」では茉奈がソロで歌った。 |
| 5   | オリビアを聴きながら | 尾崎亜美            | 尾崎亜美                         | 平野義久        | 杏里のデビュー・シングル（1978年11月）のカバー。 2009年「マナカナファンの集い」では佳奈がソロで歌った。当初は『ふたりうた2』に収録される予定だったが『ふたりうた3』へ繰越しされた。この曲は佳奈がメインボーカルである。                                                                                 |
| 6   | 何度でも             | 吉田美和            | 中村正人 吉田美和                | Masanori Takumi | DREAMS COME TRUEの37枚目のシングル（2005年2月）のカバー。ドリカムのライブで聴いた茉奈佳奈が大感激した曲である。 |
| 7   | 白いページの中に     | 柴田まゆみ          | 柴田まゆみ                       | 新屋豊          | 柴田まゆみのデビューシングル（1978年8月）のカバー。 |
| 8   | もらい泣き           | 一青窈              | 溝渕大智 マシコタツロウ 武部聡志 | 上杉洋史        | 一青窈のデビューシングル（2002年10月）のカバー。 茉奈佳奈はオーディション番組『歌スタ!!』でthree tight bからスカウトを受けたことにより歌手としてメジャーデビューできたが、その時に歌ったのがこの『もらい泣き』である。「マナカナファンの集い」では2003年に佳奈がソロで、2005年と2006年には2人で歌った。 |
| 9   | 未来へ               | 玉城千春            | 玉城千春                         | オオバコウスケ  | Kiroroの2枚目のシングル（1998年6月）のカバー。2004年の「マナカナファンの集い」で歌った曲である。また、茉奈佳奈が成人の日を迎えた時に自身の母へ感謝を込めて歌った曲でもある。 |
| 10  | ナチュラル           | NOKKO 路木麻子      | 梅林茂 NOKKO                     | 上杉洋史        | NOKKOの10枚目のシングル（1996年11月）のカバー 茉奈 佳奈の芸能活動の原点であるNHK朝の連続テレビ小説『ふたりっ子』の主題歌である。2002年の「マナカナファンの集い」で歌った曲でもある。 |